# Боб Балабан
Боб Балабан (англ. Bob Balaban; 16 серпня 1945) — американський актор, режисер, продюсер та сценарист.

## Життєпис
Боб Балабан народився 16 серпня 1945 року в Чикаго, штат Іллінойс. Мати Елеанор (до шлюбу Потташ), виступала під псевдонімом Елеанор Баррі, батько Елмер Балабан син українсько-єврейських іммігрантів з Одеси Августи Мендебурської та Ізраеля Балабана, власника продуктового магазину в Чикаго. Елмер володів кількома кінотеатрами, а пізніше став піонером кабельного телебачення. Дядьки Роберта грали домінуючу роль у театральному бізнесі, заснувавши в Чикаго театр, який з часом перетворився на цілу мережу «Balaban and Katz Theatre corporation». На початку 1920-х років це були найшикарніші театри в Америці. Дядя Барні Балабан, з 1936 по 1964 роки був президентом «Paramount Pictures».
Боб навчався в Університеті Колгейт, потім в Нью-Йоркському університеті. Вперше на телеекранах Роберт з'явився в 1965 році в невеликій ролі одного епізоду серіалу «Генк», вперше на широкому екрані глядачі побачили його в стрічці «Опівнічний ковбой» (1969). Також Боб Балабан знімає фільми як режисер та продюсер.
1 квітня 1977 року Боб Балабан одружився з письменницею Лінн Гроссман. У них народилися дві дочки: Мерайя (1977) та Гейзел (1987).

## Фільмографія

### Актор
| Рік       |     | Українська назва                  | Оригінальна назва                             | Роль                        |
| --------- | --- | --------------------------------- | --------------------------------------------- | --------------------------- |
| 1969      | ф   | Опівнічний ковбой                 | Midnight Cowboy                               | молодий студент з Нью-Йорка |
| 1969      | ф   | Я, Наталі                         | Me, Natalie                                   | Морріс                      |
| 1970      | ф   | Виверт-22                         | Catch-22                                      | капітан Орр                 |
| 1975      | ф   | Рапорт Комісару                   | Report to the Commissioner                    | Джоуї Іган                  |
| 1976      | с   | Мод                               | Maude                                         | Амвросій Райлі              |
| 1977      | ф   | Близькі контакти третього ступеня | Close Encounters of the Third Kind            | Девід Лафлін                |
| 1981      | ф   | Принц міста                       | Prince of the City                            | Сантімассіо                 |
| 1981      | ф   | Чиє це життя, зрештою?            | Whose Life Is It Anyway?                      | Картер Гілл                 |
| 1984      | ф   | Космічна одіссея 2010             | 2010                                          | доктор Р. Чандра            |
| 1985—1986 | с   | Поліція Маямі                     | Miami Vice                                    | Айра Стоун                  |
| 1987      | с   | Дивовижні історії                 | Amazing Stories                               | Джо-Джо Гіллеспі            |
| 1987      | ф   | Кінець лінії                      | End of the Line                               | Воррен Гербер               |
| 1989      | ф   | Пострілом впритул                 | Dead Bang                                     | Елліот Веблі                |
| 1990      | ф   | Еліс                              | Alice                                         | Сід Московіц                |
| 1991      | ф   | Маленька людина Тейт              | Little Man Tate                               | ведучий вікторини           |
| 1993      | ф   | Емос і Ендрю                      | Amos & Andrew                                 | доктор Р. А. «Рой» Фінк     |
| 1993      | ф   | Консьєрж                          | For Love or Money                             | Ед Дрінквотер               |
| 1994      | ф   | Жадібний                          | Greedy                                        | Ед                          |
| 1995      | с   | Легенда                           | Legend                                        | Гаррі Парвер                |
| 1997      | ф   | Розбираючи Гаррі                  | Deconstructing Harry                          | Річард                      |
| 1999      | с   | Друзі                             | Friends                                       | Френк Буффе старший         |
| 1999      | ф   | Колиска гойдатиметься             | Cradle Will Rock                              | Гаррі Гопкінс               |
| 1999      | ф   | Яків брехун                       | Jakob the Liar                                | Ковальський                 |
| 1999      | ф   | Танго втрьох                      | Three to Tango                                | Декер                       |
| 2000      | с   | Західне крило                     | The West Wing                                 | Тед Маркус                  |
| 2000      | с   | Зараз або ніколи                  | Now and Again                                 | Фредерік Ліззард            |
| 2001      | ф   | Мексиканець                       | The Mexican                                   | Берні Найман                |
| 2001      | ф   | Світ примар                       | Ghost World                                   | тато Еніди                  |
| 2001      | ф   | Госфорд-парк                      | Gosford Park                                  | Морріс Вайсман              |
| 2001      | ф   | Маджестік                         | The Majestic                                  | Ельвін Клайд                |
| 2002      | ф   | Смокінг                           | The Tuxedo                                    | Вінтон Чалмерс              |
| 2004      | ф   | Мері та Брюс                      | Marie and Bruce                               | Роджер                      |
| 2005      | ф   | Капоте                            | Capote                                        | Вільям Шон                  |
| 2005      | ф   | Довірся чоловікові                | Trust the Man                                 | терапевт Тобі               |
| 2007      | ф   | Ліцензія на шлюб                  | License to Wed                                | клерк ювелірного магазину   |
| 2007      | с   | Красені                           | Entourage                                     | доктор                      |
| 2007      | ф   | Смак життя                        | No Reservations                               | терапевт                    |
| 2008—2011 | с   | Вебтерапія                        | Web Therapy                                   | Тед Мітчелл                 |
| 2011—2012 | с   | Гарна дружина                     | The Good Wife                                 | Гордон Гіггс                |
| 2012      | ф   | Королівство повного місяця        | Moonrise Kingdom                              | оповідач                    |
| 2012      | ф   | Імоджен                           | Girl Most Likely                              | батько Імоджен              |
| 2013      | ф   |                                   | Fading Gigolo                                 | Сол                         |
| 2014      | ф   | Мисливці за скарбами              | The Monuments Men                             | Престон Селвітц             |
| 2014      | ф   | Готель «Ґранд Будапешт»           | The Grand Budapest Hotel                      | М. Мартін                   |
| 2015      | док | Гічкок/Трюффо                     | Hitchcock/Truffaut                            | оповідач                    |
| 2015—2016 | с   | Брод Сіті                         | Broad City                                    | Артур Векслер               |
| 2016      | ф   |                                   | Mascots                                       | Сол Лампкін                 |
| 2016      | ф   |                                   | I Am the Pretty Thing That Lives in the House | містер Вакскап              |
| 2017      | с   |                                   | Wormwood                                      | Доктор Гарольд А. Абрамсон  |
| 2018      | с   | Кондор                            | Condor                                        | Реєль Еббот                 |
| 2018      | ф   |                                   | An L.A. Minute                                | Шеллі                       |
| 2018      | мф  | Острів собак                      | Isle of Dogs                                  | Кінг                        |
| 2019      | с   | Політик                           | The Politician                                | Кітон Гобарт                |
| 2021      | ф   | Французький вісник                | The French Dispatch                           | Нік                         |
| 2023      | ф   | Місто астероїдів                  | Asteroid City                                 | адмінітстратор              |

### Режисер, продюсер, сценарист
| Рік       |     | Українська назва                 | Оригінальна назва                                       | Роль                           |
| --------- | --- | -------------------------------- | ------------------------------------------------------- | ------------------------------ |
| 1977      | с   | Мод                              | Maude                                                   | сценарист                      |
| 1983      | с   | Казки з темного боку             | Tales from the Darkside                                 | режисер, сценарист             |
| 1983      | тф  |                                  | The Brass Ring                                          | режисер                        |
| 1985      | с   | Дивовижні історії                | Amazing Stories                                         | режисер                        |
| 1987      | тф  | Невидима нитка                   | Invisible Thread                                        | режисер                        |
| 1989      | ф   | Батьки                           | Parents                                                 | режисер                        |
| 1989      | с   | Монстри                          | Monsters                                                | сценарист                      |
| 1991—1992 | с   | Місто надприродного. Індіана     | Eerie, Indiana                                          | режисер                        |
| 1993      | ф   | Хлопець з того світу             | My Boyfriend's Back                                     | режисер                        |
| 1994      | ф   | Останній разочок                 | The Last Good Time                                      | режисер, продюсер, сценарист   |
| 1995      | с   | Легенда                          | Legend                                                  | режисер                        |
| 1997      | с   |                                  | Directors on Directors                                  | режисер                        |
| 1997      | тф  | Не притулятися                   | SUBWAYStories: Tales from the Underground               | режисер                        |
| 1997      | ф   |                                  | The Definite Maybe                                      | виконавчий продюсер            |
| 1998      | с   | Тюрма «Oz»                       | Oz                                                      | режисер                        |
| 1999      | с   | Незнайомці з Кенді               | Strangers with Candy                                    | режисер                        |
| 2000      | с   | Зараз або ніколи                 | Now and Again                                           | режисер                        |
| 2000      | с   | Крайній термін                   | Deadline                                                | режисер                        |
| 2001      | ф   | Госфорд-парк                     | Gosford Park                                            | продюсер, сценарист            |
| 2001      | с   | Самий останній                   | Dead Last                                               | режисер                        |
| 2002—2003 | с   | Зона сутінків                    | The Twilight Zone                                       | режисер                        |
| 2002      | тф  |                                  | The Burbs                                               | виконавчий продюсер, сценарист |
| 2002      | кф  |                                  | Lost in the Snow                                        | продюсер                       |
| 2004      | док |                                  | The First Amendment Project: No Joking                  | режисер, сценарист             |
| 2005      | тф  | Реабілітований                   | The Exonerated                                          | режисер, виконавчий продюсер   |
| 2005      | с   |                                  | Hopeless Pictures                                       | режисер                        |
| 2005      | с   |                                  | Celebrity Charades                                      | виконавчий продюсер            |
| 2006      | с   | Незначні досягнення Джекі Вудман | The Minor Accomplishments of Jackie Woodman             | виконавчий продюсер            |
| 2006      | ф   | Бернард і Доріс                  | Bernard and Doris                                       | режисер, виконавчий продюсер   |
| 2008      | с   | Місто свінгерів                  | Swingtown                                               | режисер                        |
| 2008      | кф  | Красиві пагорби Брукліна         | Beautiful Hills of Brooklyn                             | виконавчий продюсер            |
| 2009      | тф  | Джорджія О'Кіф                   | Georgia O'Keeffe                                        | режисер                        |
| 2011—2012 | с   | Медсестра Джекі                  | Nurse Jackie                                            | режисер                        |
| 2013—2014 | с   | Альфа-дім                        | Alpha House                                             | режисер                        |
| 2014      | док |                                  | We the Economy: 20 Short Films You Can't Afford to Miss | режисер                        |